# Белка и Стрелка. Лунные приключения
«Бе́лка и Стре́лка. Лу́нные приключе́ния» — российский полнометражный компьютерный анимационный фильм в стереоскопическом формате просмотра 3D. Является продолжением российского полнометражного фильма 2010 года «Белка и Стрелка. Звёздные собаки». Производство студии «КиноАтис» при государственной поддержке Министерство культуры Российской Федерации и ВГТРК. Премьера фильма состоялась 1 февраля 2014 года в московском кинотеатре «КароФильм Октябрь». Вышел в прокат в России 6 февраля 2014 года. Запланирован выход на экраны зарубежных кинотеатров в августе 2016 года.

## Сюжет
На Земле продолжается освоение космоса, а собаки Белка и Стрелка, совершившие первый успешный полёт, стали знамениты на весь мир. Они стали принимать участие в выставках и театральных представлениях на космическую тематику. Со временем такая жизнь начала им надоедать, а Белка всё чаще стала тосковать по своему сыну Пушку, которого отправили в США.
Тем временем на Земле происходят таинственные и необъяснимые явления — пропадают предметы и объекты, имеющие ценность для человечества. Также пропал отправленный на Луну первый советский планетоход, пилотируемый псом Казбеком. На Земле в СССР таинственное исчезновение лунохода расценили как предательство Казбека в пользу США и решили отправить двух черепах-космонавтов на поиски. В Америке были уверены, что в исчезновениях объектов на Земле виноват луноход, являющийся, по их мнению, новым русским оружием. Американцы запустили двух обезьян-космонавтов на Луну, но те вернулись ни с чем и едва не погибли.
На советский космодром для допроса доставили Белку и Стрелку, у которых, незадолго до задержания, на глазах пропал их друг крыс Веня вместе с телефонной будкой, а также любимый чемодан Стрелки, в котором, как потом оказалось, она хранила кости. Узнав, что Казбеку грозит обвинение в измене, собаки самовольно отправились на Луну на выручку. В это же время американцы отправили обезьяну Бонни, в корабль которого попал Пушок, желая произвести впечатление на свою подружку Фифи. Пушку помогли осуществить его мечту — полёт на ракете — другие обитатели Белого Дома: Кот, Заяц и Пудель. Они задумали таким образом избавиться от надоевшей им собаки.
Встретившись все вместе на Луне, русские и американцы обнаружили, что причиной исчезновений на Земле стал потерявшийся ребёнок-инопланетянин, похищающий с помощью специального НЛО-робота земные предметы для привлечения внимания разыскивающих его родителей. Детский инопланетный разум не смог довести задуманное до конца и чуть не погубил прибывших на Луну землян. Благодаря смекалке Пушка, помощи его родителей и новых друзей удалось послать визуальный сигнал, на который откликнулись инопланетяне и смогли забрать своего ребёнка. Попутно они отправили похищенные предметы обратно на Землю, а главные герои полетели домой.

## Герои
- Белка

Фамилия Имя Отчество: Белла Раймондовна Манежная, также известна как Белка. Она же Белла Великолепная.
Год рождения: 1957.
Гражданство: СССР.
Вид: собака.
Соцпроисхождение: Цирковая артистка в седьмом поколении. Интеллигентка. Аристократка.
Соцположение: Работник цирка.
Образование: Высшее профессиональное цирковое.
Место жительства: Москва.
Награды: Золотая косточка за покорение космоса.
Другое: Оптимистка. Немного увлекается своим внешним видом, но для звезды её масштаба такая слабость простительна. Амбициозна, и упорно добивается поставленной цели, но при этом добродушна и открыта. Всегда готова протянуть лапу помощи ближнему. В цирковой семье чувствует себя как дома.
- Стрелка

Фамилия Имя Отчество: Стрела Сириусовна Космос, также известна как Стрелка.
Год рождения: 1958
Гражданство: СССР
Вид: собака.
Соцпроисхождение: Космическое (звезда Сириус).
Соцположение: Работник цирка.
Образование: Высшее.
 Место жительства: Москва
Награды: Золотая косточка за покорение космоса.
Другое: Характер тяжёлый, вспыльчива, упряма. Привыкла полагаться только на себя и не ждать помощи ни от кого. Девять раз чуть не попадала под машину, четырнадцать раз уходила от уличных хулиганов. В глубине души сентиментальна, но никогда никому не раскрывается. Недоверчива и подозрительна, во всём ищёт подвоха, но, несмотря на эти недостатки, очень добра.
- Пушок. Молодой щенок, разболтанный мальчик-подросток (в переводе на человеческий возраст ему 10-12 лет), постоянный источник проблем для окружающих. Когда ему это нужно, может строить из себя «мягкого и пушистого» щенка с ангельской мордашкой (особенно, когда надо уйти от наказания за очередную разбитую вазу или испорченный диван), но по своему характеру — неисправимый хулиган (как Барт Симпсон). Обладает неуёмной энергией и выдумкой, чем сильно досаждает воспитанным и чопорным питомцам Белого Дома, которым часто достаётся за его проделки. Его отъезд из Белого Дома в НАСА — праздник для всех обитателей президентской резиденции. В начале фильма влюбляется в болонку Фифи (любовь Пушка, конечно, ещё скорее детская, чем взрослая), и на протяжении всего фильма изо всех сил старается произвести на неё впечатление, ради чего и идёт в центр подготовки астронавтов. Поддерживает связь с мамой (Белкой): они пишут друг другу письма, но с того времени, когда Пушка отправили в Америку, ни разу не виделись.
- Веня.

Год рождения: 1958
Гражданство: СССР
Вид: крыса.
Соцпроисхождение: Из древнего рода корабельных крыс.
Соцположение: Безработный
Место жительства: Москва.
Награды: Золотая косточка за покорение космоса.
Другое: Поэт, спонтанен и беззаботен. Сочетает творческий подход с деловой хваткой.
- Казбек. Также известен как: «Так точно, товарищ инструктор!».

Год рождения: 1955
Гражданство: СССР.
Вид: собака (немецкая овчарка).
Соцположение: Работает в центре подготовки космонавтов.
Другое: Солдат, стойкий, склонный к агрессии, честолюбивый герой. Муж Белки.
- Бонни Банан (пародия на Хэма)

Гражданство: США.
Вид: шимпанзе.
Соцпроисхождение: высший обезьяний род Шимпанзе.
Соцположение: космонавт американской космической станции НАСА.
Другое: Американец. Обаятельный, недалёкий обезьян. Сочетает в себе некоторую разболтанность и бестолковость, с опытом и знаниями младшего научного сотрудника. Имеет чувство превосходства над Пушком. Любит банановый фреш. В конце мультфильма испытывал некую симпатию к Стрелке.

## Роли озвучивали
| Актёр                        | Роль                |
| ---------------------------- | ------------------- |
| Нонна Гришаева               | Белка               |
| Марьяна Спивак               | Стрелка             |
| Евгений Миронов              | Веня                |
| Сергей Гармаш                | Казбек              |
| Лев Аксельрод / Илья Храмцов | Пушок               |
| Тимур Родригез               | Бонни               |
| Диомид Виноградов            | Пёс Кеша            |
| Александр Гаврилин           | Кот-психиатр        |
| Стася Кудякова               | Фифи                |
| Алексей Колган               | Кот в Белом Доме    |
| Даниил Щебланов              | Пудель в Белом Доме |
| Роман Квашнин                | Заяц в Белом Доме   |
| Мария Емельянова             | Кэролайн Кеннеди    |

В эпизодах: Александр Головчанский, Пётр Иващенко, Даниил Эльдаров, Денис Беспалый, Прохор Чеховской, Ольга Зубкова, Дмитрий Поляновский, Наталья Терешкова, Татьяна Шитова, Всеволод Кузнецов, Юрий Брежнев, Дарья Сотскова, Кирилл Туранский, Сергей Вещев, Григорий Маликов, Алексей Анохин, Станислав Тикунов, Артем Лысков и Даниил Бледный

## Создатели
| Продюсеры                        | Сергей Зернов, Вадим Сотсков, Юлия Матяш |
| Режиссёры-постановщики           | Александр Храмцов, Инна Евланникова, Вадим Сотсков |
| Авторы сценария                  | Сергей Москвич, Джон Чуа, Виктор Стрельченко, Александр Храмцов, Сергей Зернов, Максим Возняк, Максим Белозор, Андрей Галанов, Николай Маковский                              |
| Композитор                       | Иван Урюпин |
| Автор песен                      | Андрей Косинский |
| Режиссёр озвучивания             | Ярослава Турылёва |
| Звукорежиссёр                    | Дмитрий Батыжев |
| Художники-постановщики           | Александр Храмцов, Сергей Грудинин |
| Дизайн персонажей                | Александр Храмцов |
| Режиссёрская группа              | Сергей Антонов, Андрей Подколзин, Андрей Соколов |
| Руководитель отдела продакшн     | Алексей Кухаронок |
| Руководитель отдела пре-продакшн | Николай Алантьев |
| Директор по производству         | Игорь Казанцев |
| Ассистент режиссёра              | Ольга Ботина |
| Художники по персонажам:         | Екатерина Филяева, Александр Линьков, Мария Шабанова |
| Художники-сторибордисты:         | Алексей Подколзин, Сергей Антонов, Олег Хрушков, Андрей Соколов, Евгений Павленко, Владислав Байрамгулов, Елена Рогова, Сергей Братерский, Васико Бедошвили, Наталья Малыхина |

## Процесс производства
Студия «КиноАтис» (бывшая «ЦНФ-Анима») приступила к съёмкам продолжения полнометражного фильма «Белка и Стрелка. Звёздные собаки» и сериала «Белка и Стрелка. Озорная семейка» в 2011 году. По словам создателей, фильм подходит для семейного просмотра и зрителей всех возрастных групп. В отличие от первого фильма, в котором 3D-эффекты создавались на основе уже готовой 2D-версии, в «Лунных приключениях» производство и съёмки велись изначально в 3D. Несмотря на то, что по сюжету со времени полёта Белки и Стрелки прошло некоторое время, было решено не добавлять их внешние возрастные различия. В отличие от реального унылого лунного пейзажа, в фильме он был показан более красочным и фантастическим с серьёзной трёхмерной проработкой.

## Участие в фестивалях и выставках
- 19-й Открытый Российский Фестиваль анимационного кино Суздаль-2014: диплом жюри[5].
- Фильм был представлен на Каннском кинорынке Marché du Film в 2013 году, где к нему был проявлен высокий интерес и поступили предложения для проката в нескольких странах[3].